# Brachysomophis longipinnis
Brachysomophis longipinnis är en fiskart som beskrevs av Mccosker och Randall 2001. Brachysomophis longipinnis ingår i släktet Brachysomophis och familjen Ophichthidae. IUCN kategoriserar arten globalt som otillräckligt studerad. Inga underarter finns listade.